# Charles Garnier (építész)

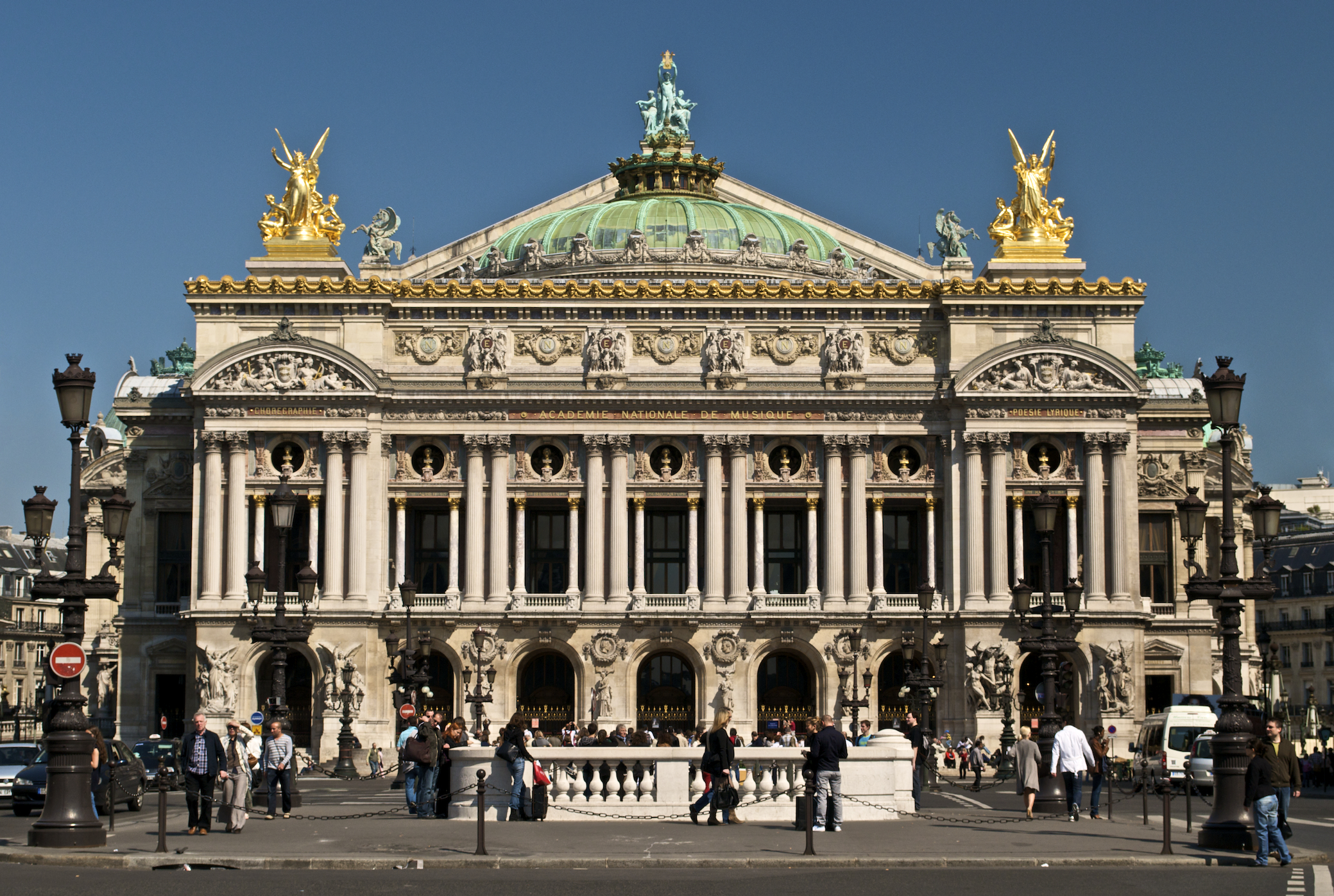
A régi párizsi Opéra napjainkban

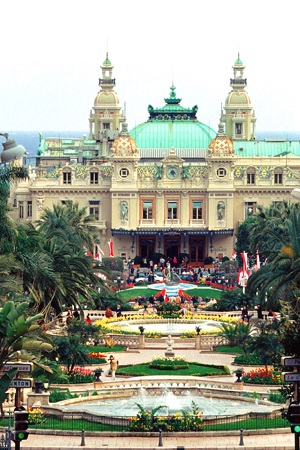
A monte-carlói kaszinó napjainkban

Jean-Louis Charles Garnier (Párizs, 1825. november 6. – Párizs, 1898. augusztus 3.) francia neobarokk és Beaux-Arts építész. Két monumentális alkotást hagyott az utókorra, a párizsi Opérát (1862 - 1874) és a monte-carlói kaszinót (1879).

## Életpályája
A párizsi Képzőművészeti Főiskolán (École des Beaux-Arts) tanult Hyppolyte Lebas-nál és a rajzoló Eugène Viollet-le-Duc mellett. Rómában hat évet töltött ösztöndíjasként, s ott megismerkedett az ókor emlékeivel, s a római reneszánsz és barokk képzőművészet monumentális alkotásaival.
1852-ben tért vissza Párizsba, ott Théodore Balluvel együtt a Saint-Jacques tornyot restaurálta. 1860-ban a párizsi vezetés pályázatot írt ki nemzeti opera létesítésére. A pályázaton mintegy százhetvenen vettek részt. Garnier nyerte meg a pályázatot. Fantasztikus lehetőség a pályázat megnyerése Garnier számára, annak az építkezésnek a megvalósíthatóságát nyerte el, amelynél nagyobb méretű nem volt Párizsban az egész 19. században.

## Művei

### Fő műve, az Opéra Garnier, a régi párizsi operaház
A rendkívül magabiztos Garnier a részletekkel túlterhelt neobarokk stílussal saját bevallása szerint a "III. Napóleon stílus"-t akarta megteremteni. Tény, hogy a párizsi Opéra (1862-1874) a neobarokk építészet valóságos áradatát indítja el Franciaországban, de Németországban, Olaszországban, sőt az amerikai földrészen is, mind Észak-, mind Dél-Amerikában. Garnier sikere, fontossága, hatása nem az újszerű és merész formai megoldásokból adódik, Garnier ereje a szintézisalkotásban nyilvánul meg, egyben azzal, hogy halmozza a részleteket. Az egész színházi épület szerkezetének minden egyes eleme a teatralitásig hangsúlyozódik: az előcsarnok, a lépcsőház, a hall, a színpad, az öltözők, a messziről látható vaskupola, a belső díszítések visszatérése a homlokzaton, a szokatlanul sajátos életet élő szobrászati elemek, melyek közül legkiválóbbak Carpeaux Tánccsoportja és Guillaume Muzsikája. Garnier térszemlélete igen merész a szélsőségesen hangsúlyozott részletek együttese miatt. A részletek kidolgozásának módját Garnier tudatosan kölcsönözte neves mesterek egész sorától (Sansovino, Palladio, Perrault, Bibiena, Levau, Lebrun, Piranesi). Az Opéra alapterülete 11 000 négyzetméter, 2200 nézőt tud befogadni egyszerre.

### A monte-carlói kaszinó és színház
Garnier még egy nagy megrendeléshez jutott életében, ő tervezhette és alkothatta meg a monte-carlói kaszinó épületét, fel is építette 1878-1879-ben lényegében és egészében a párizsi Opéra klasszicizáló neobarokk stílusában, de természetesen alkalmazkodva az épület funkciójához itt is éppen úgy, mint az Opéránál. Rendkívüli mély benyomást keltett vele az egész világon. Garnier klasszicizáló neobarokk eklekticizmusa Las Vegasba is eljutott.

## Szakirodalmi tanulmányai
- À travers les arts (1869)
- Étude sur le théâtre (1871)

## Összegzés
Az Opéra és a Casino Garnier életének két monumentális és hatásos alkotása, ezeken kívül még megalkotta a monte-carlói operát, melynek mérete nem hasonlítható a párizsiéhoz, hiszen egy kis operaházra volt ott szükség, megépítette monte-carlói nagy szállodát is, s még számos párizsi és vidéki épület alkotásában vett részt. Nice csillagvizsgálóját Gustave Eiffel közreműködésével építette 1878-ban. Több nagyobb épületet már nem hagyott az utókorra, de egy életműnek ez éppen nagyon tiszteletre méltó. Építettek Párizsban a 20. század második felében Garnier Opérájának közelében egy új, modern operaházat, de sokaknak még ma is Garnier Opérája az „igazi”. Nagyon elfogadott lett Garnier klasszicizáló neobarokk eklekticizmusa, olyan annyira, hogy Eiffel vasból készült tornyát elfogadhatatlannak tartották, aláírásokat gyűjtöttek ellene. Maga Garnier is az aláírok közt szerepelt, karikatúrával tiltakozott 1887. február 14-én a Le Temp hasábjain ifj. Alexandre Dumas, Guy de Maupassant és más jeles személyiségek társasságában az Eiffel-torony megépítése ellen. A Tour Eiffel természetesen megépült az eredeti határidőre, az 1889-es világkiállításra, ma Párizs egyik, ha nem a legfőbb szimbóluma, csodájára jár az egész világ, körülötte ünneplik a franciák július 14-ének estéjét tűzijátékkal. Bizony a csodálat mellett Garniert is elérte a kritika, vannak, akik túldíszítettnek, sőt dagályosnak is mondják alkotásait, ez már csak így van a franciáknál, a különböző ízlésű emberek mást és mást szeretnek legjobban Párizsból, de hogy Garnier épületei az alapértékekhez tartoznak, ahhoz nem férhet kétség. Garnier épületei a polgárias ünnepélyességet, megnyugodottságot tükrözik.

## Emlékezete
- Szoborportréja (J. B. Carpeaux alkotása) az Opéra előcsarnokában áll.

## Galéria

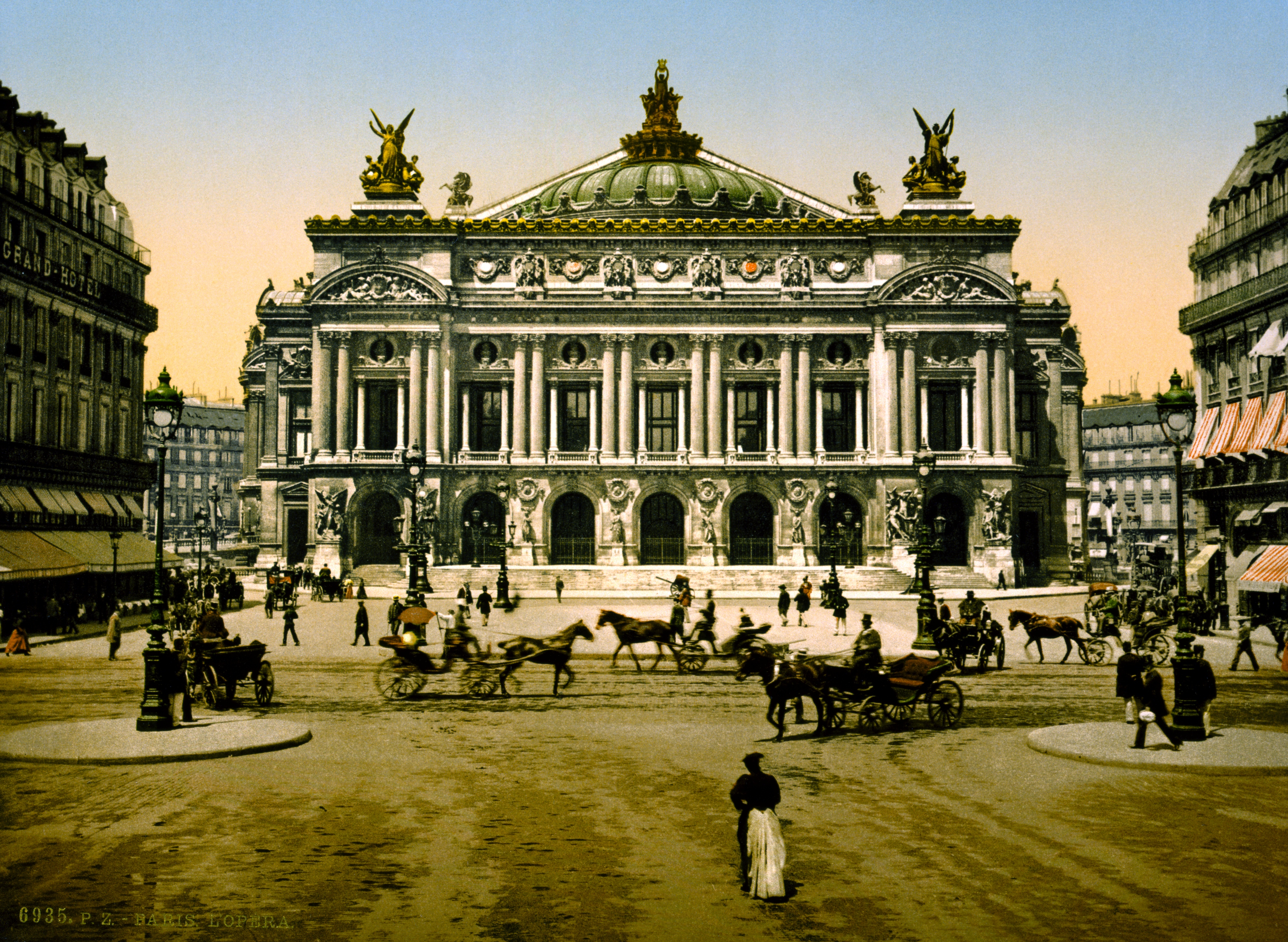
A párizsi Opéra 1900-ban
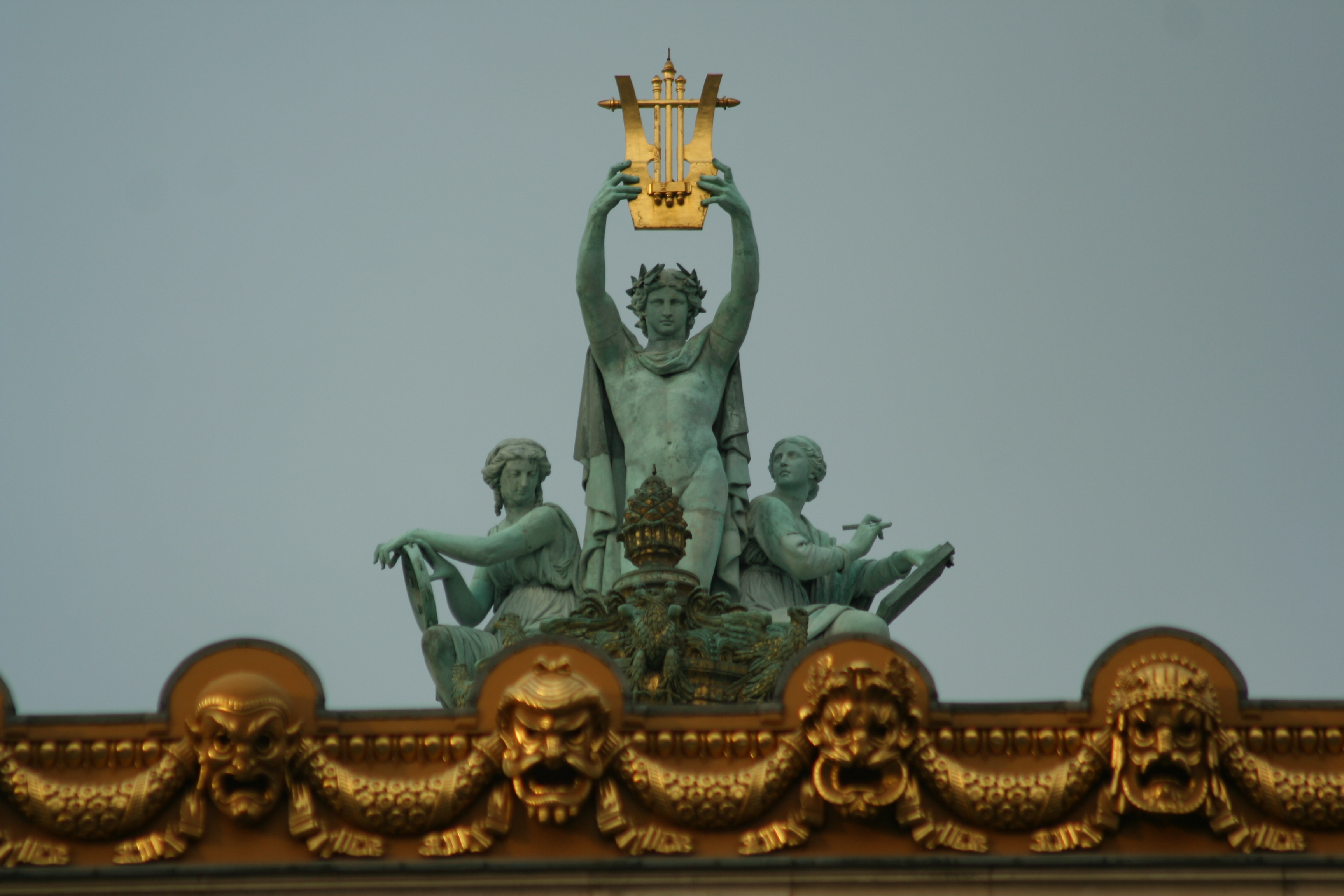
Millet Apollo, a költészet és a muzsika c. szobra
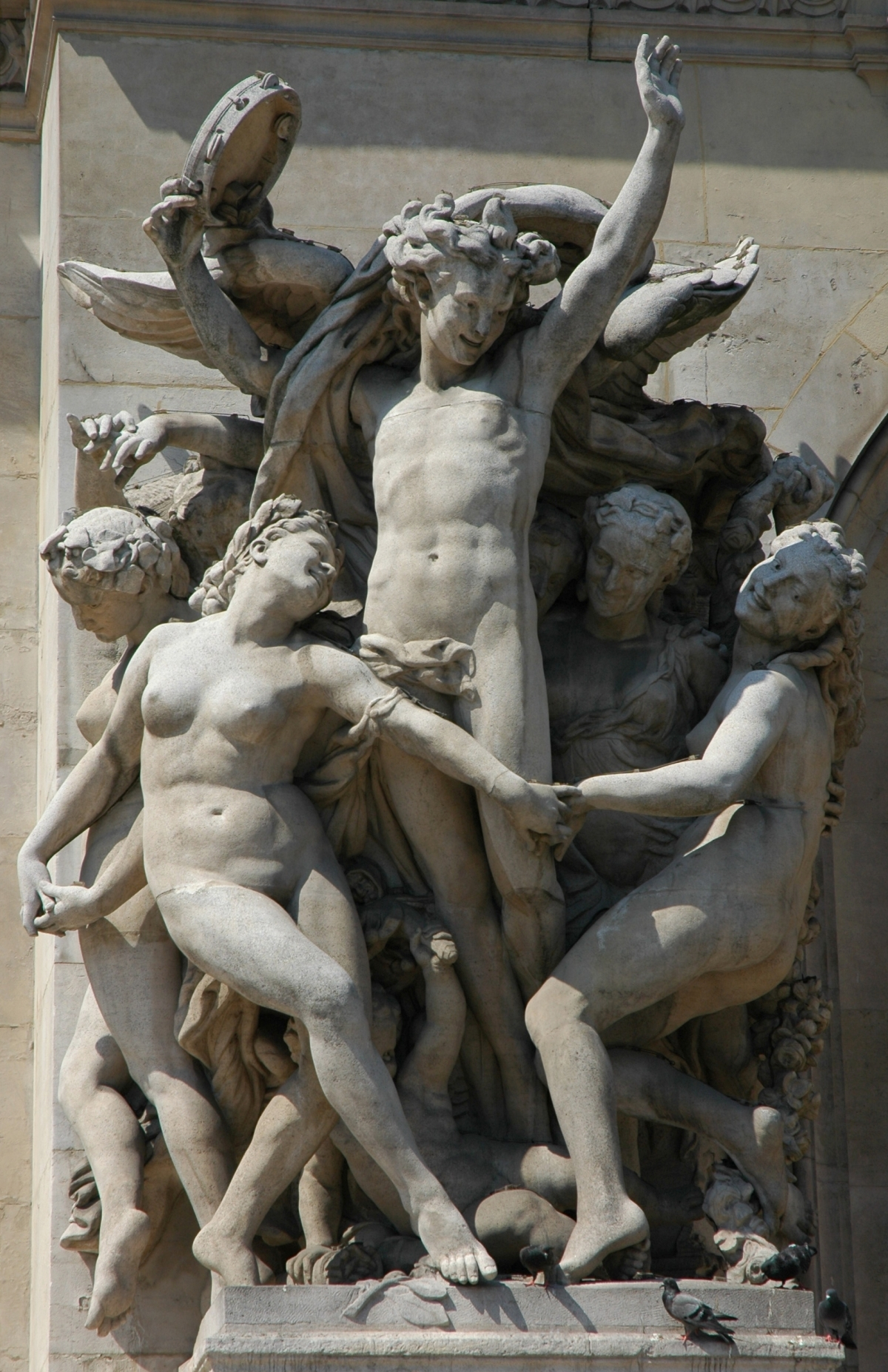
Carpeaux Tánc c. szobra
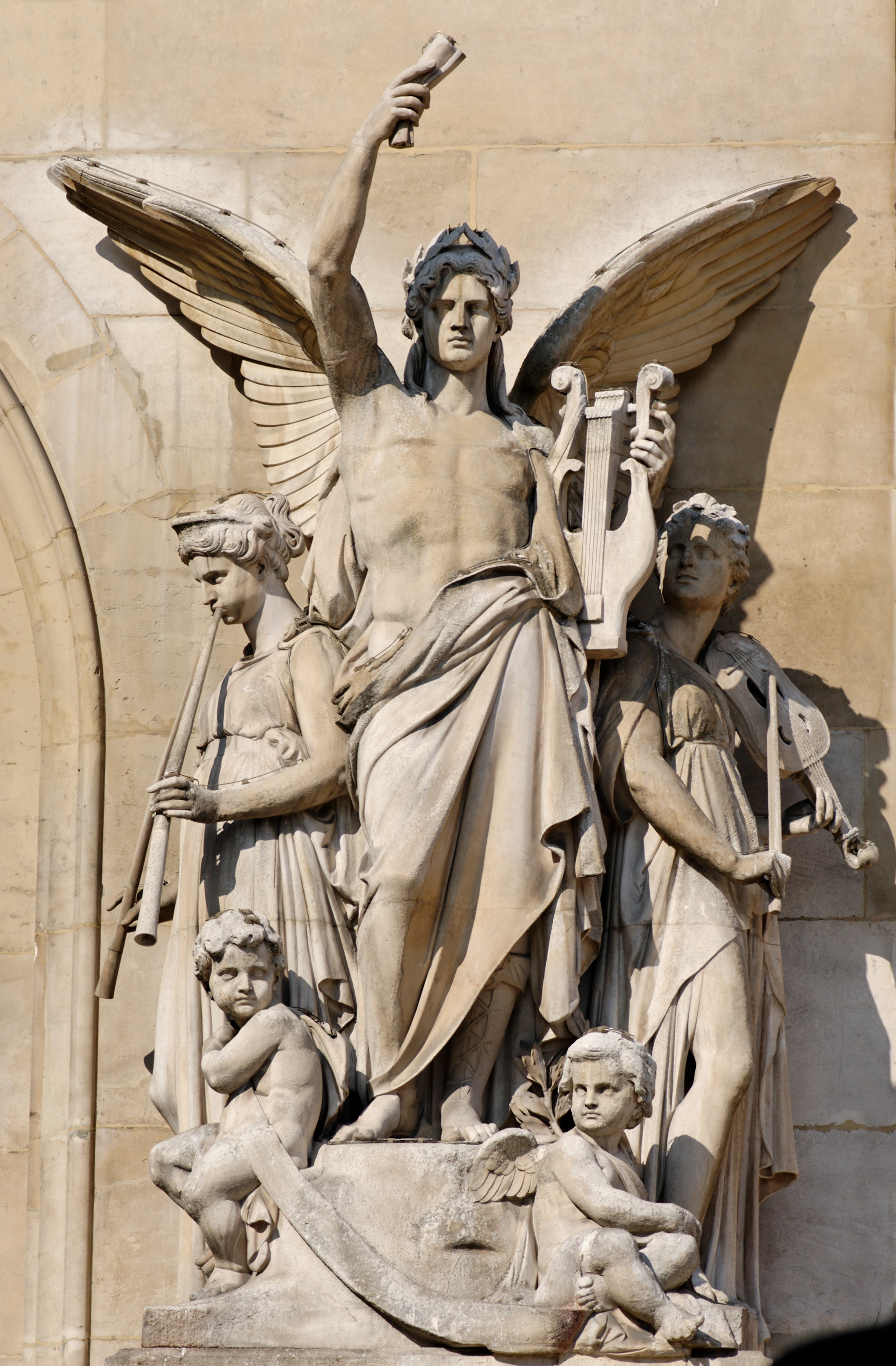
Guillaume Muzsika c. szobra